# Гарсия-Гаско Висенте, Агустин
Агустин Гарсия-Гаско Висенте (исп. Agustín García-Gasco Vicente, 12 февраля 1931, Испания — 1 мая 2011, Рим) —  испанский кардинал. Титулярный епископ Ноны и вспомогательный епископ Мадрида-Алькалы с 20 марта 1985 по 24 июля 1992. Архиепископ Валенсии с 24 июля 1992 по 8 января 2009. Апостольский администратор Валенсии с 8 января по 18 апреля 2009. Кардинал-священник с титулом церкви Сан-Марчелло с 24 ноября 2007.